# 首すじライン
「首すじライン」（くびすじライン）は、日本の音楽デュオ・RYTHEMの14作目のシングル。

## 解説
- 初回盤と通常盤では、内容とジャケットが異なる。
- 初回盤には特典として、YUIソロジャケットとYUKAソロジャケットのいずれかを封入。

## 収録曲

### 初回盤
1. 首すじライン
  - 作詞・作曲：新津由衣／編曲：河野伸
  - 日活配給映画「奈緒子」
  - 挿入歌映画のイメージとYUIの体験したことも交えながら書いた曲[1]、告白10秒前の気持ちをリアルに描いたバラード[2]。
2. アイシカタ
  - 作詞・作曲：新津由衣／編曲：河野伸
  - 日本旅行「赤い風船 卒業旅行」キャンペーンソング
3. 猫背 (acoustic version)
  - 作詞・作曲：新津由衣／編曲：斉藤勇太
  - 日本テレビ系「幸せの食卓」テーマソング

### 通常盤
1. 首すじライン
2. アイシカタ
3. 首すじライン (acoustic version)
4. 首すじライン (マイナスYUI vocal)
5. 首すじライン (マイナスYUKA vocal)

## 収録アルバム
- 首すじライン
23
BEST STORY
- アイシカタ
23
- 猫背 (acoustic version)
RYTHEM COMPLETE BOX
- 首すじライン (acoustic version)
RYTHEM COMPLETE BOX